# Stromatinia narcissi
Stromatinia narcissi är en svampart som beskrevs av Drayton & J.W. Groves 1952. Stromatinia narcissi ingår i släktet Stromatinia och familjen Sclerotiniaceae.   Inga underarter finns listade i Catalogue of Life.